# Crestline (Califórnia)
Crestline é uma Região censo-designada localizada no estado americano da Califórnia, no Condado de San Bernardino.

## Demografia
Segundo o censo americano de 2000, a sua população era de 10.218 habitantes.

## Geografia
De acordo com o United States Census Bureau tem uma área de 28,5 km², dos quais 28,1 km² cobertos por terra e 0,4 km² cobertos por água.

## Localidades na vizinhança
O diagrama seguinte representa as localidades num raio de 24 km ao redor de Crestline.